# 코파 페데라시온
코파 페데라시온(스페인어: Copa Federación은 코파 RFEF(Copa Real Federación Española de Fútbol)이라고도 불렸으며, 코파 델 레이에 참가하지 못하는 3부 (일부), 4부 리그의 팀들이 출전하고 토너먼트 방식으로 진행되는 스페인의 축구 대회로, 스페인 왕립 축구 연맹이 주관한다.

## 같이 보기
- 코파 델 레이